# Скајлер (Вирџинија)
Скајлер (енгл. Schuyler) насељено је место без административног статуса у америчкој савезној држави Вирџинија.

## Демографија
По попису из 2010. године број становника је 298.
| Група             | 2000.    | 2010.       |
| Белци             | 0 (0,0%) | 274 (91,9%) |
| Афроамериканци    | 0 (0,0%) | 5 (1,7%)    |
| Азијати           | 0 (0,0%) | 1 (0,3%)    |
| Хиспаноамериканци | 0 (0,0%) | 3 (1,0%)    |
| Укупно            | 0        | 298         |